# Due fantagenitori: Breakin' Da Rules
Due fantagenitori: Breakin' Da Rules (The Fairly OddParents: Breakin' Da Rules) è un videogioco del 2003 pubblicato da THQ per GameCube, Game Boy Advance, PlayStation 2, Xbox e PC. È basato sulla serie animata Due fantagenitori.

## Trama
Cosmo e Jorgen rompono (per sbaglio) il Da Rules, e Timmy, Cosmo e Wanda
devono ricomporlo.
La trama del videogioco varia a seconda della piattaforma.